# Double V Latin Formation Team
Double V Latin Formation Team is een formatiedansteam. Formatiedansen is een sport waarin acht dansparen in teamverband dansen. De paren dansen synchroon en vormen daarbij figuren op de dansvloer zoals lijnen, diagonalen en cirkels. Dit alles in een medley van ongeveer zes minuten, ook wel een formatieband genoemd. De club heeft de Latijns-Amerikaanse dansen in haar programma, zoals de samba, chachacha, rumba, paso doble en jive. Het double V A-team is bekend van onder meer TV programma's Beat the Best en Dance As One.  
Double V is bekend geworden door het succesvolle Double V latin formatieteam, maar inmiddels is de vereniging uitgegroeid naar meerdere formatieteams (ook voor veteranen en voor kinderen), worden er individuele danslessen gegeven voor alle leeftijdscategorieën en niveaus, wordt er zowel latin als ballroom aangeboden en is Double V de thuisbasis van een grote groep individuele wedstrijddansers. 
Het Double V Latin Formation Team is de Nederlands kampioen en de Benelux-kampioen. Het team vertegenwoordigd Nederland op Europese en wereldkampioenschappen. Sinds de oprichting in 1982 is Double V 22 keer Nederlands kampioen geworden, 9 keer Benelux-kampioen, 6 keer Europees finalist en 2 keer WK-finalist.
Double V heeft door de jaren heen verschillende formatiebanden gedanst. Onder andere:
- Work It (2022 - heden)
- Final Countdown (2019 - 2022)
- Dance (2017-2019)
- Citius Altius Fortius (2015-2017)
- Legends (2013-2015)
- True colors (2011-2013)
- Latin Party
- Shake Your Tailfeathers
- Symphonica in Rosso (Rood)
- Summertime